# Lycopodium arcturi
Lycopodium arcturi là một loài thực vật có mạch trong Họ Thạch tùng. Loài này được (Herter) C.V. Morton mô tả khoa học đầu tiên năm 1964.